# دو ولیو
دو ولیو (انگلیسی: DoValue) شرکت خدمات مالی ایتالیایی است، که در سال ۱۹۴۹ تأسیس شد.